# مفهوم المايسترو
مفهوم المايسترو، هو تقنية لإدارة الوقت تُستخدم في الصحافة من أجل مساعدة مركز الأنباء للعمل في إطار المشروع بشكل جماعي مُكثف من خلال "التفكير مثل القارئ".
بدأ مفهوم المايسترو بـ" فكرة لقصة رائعة " يتم إنشاؤها من خلال اجتماعات مع فريق الأفكار التعاونية لتشكيل القصص قبل كتابتها ودمج الكتابة والتحرير والتصوير والفن والتصميم. لا يتم تطبيق مفهوم المايسترو على جميع القصص في معظم الوقت، بل ينطبق فقط على تلك القصص المدمجة بالصور وعناصر التصميم والرسوم البيانية، إنها طريقة مصممة لتحسين عرض القصص المهمة من خلال العمل الجماعي الذي يحي القصة وينتج عنها تأثير ضخم وعدد كبير من القراء.

## التاريخ
تم إنشاء مفهوم المايسترو من قبل ليلاند "باك" رايان وهو مدير مشروع مواطني ولاية كنتاكي في مركز التعديل الأول في شركة سكريبس هوارد وأستاذ مساعد ثابت في الصحافة في كلية الصحافة والاتصالات السلكية واللاسلكية بجامعة كنتاكي، ابتكر ريان المفهوم في أوائل عام 1990 عندما كان أستاذًا مساعدًا في كلية ميديل للصحافة بجامعة نورث وسترن، جاء الإلهام لمفهوم المايسترو من دراسة في معهد بوينترعام 1991 من قبل ماريو غارسيا وبيجي ستارك تسمى "عيون على الأخبار"، اتبعت تلك الدراسة عيون القراء (تتبع حركات العين الفعلية) في ثلاث مدن واكتشفت أن القراء لا يقرأون الصحيفة كما يعتقد الصحفيون. تُستخدم هذه الدراسة  والدراسات اللاحقة أيضًا؛ بما في ذلك المنشورات عبر الإنترنت في مركز الأنباء والفصول الدراسية اليوم كنموذج تعليمي، أظهرت الدراسة الأصلية أن الفهرسة الجيدة للقراء المشغولين هي مفتاح النشر الناجح.
تم تطوير مفهوم المايسترو من خلال "أسلوب لإدارة مركز الأنباء والتنظيم والتشغيل الذي يطبق مبادئ دبليو إدواردز دمينغ للإدارة المستخدمة في تصنيع العملية الإبداعية"، السعي لتحقيق الجودة في كل من المنتج والإدارة وهي نقطة دمينغ المحورية وبصفته خبيرًا إحصائيًا، أشار ديمينغ إلى أنه عندما تركز الإدارة في المقام الأول على التكاليف فإن هذه الطريقة ستؤدي إلى ارتفاع التكاليف وانخفاض الجودة على المدى الطويل، وجد دمينغ أن تركيز الإدارة على زيادة الجودة مع تقليل التكاليف من خلال الحد من هدر العمل وإعادة صياغته أدى إلى خفض التكاليف على المدى الطويل، إن التحسين المستمر بالنظام لا بأجزاء صغيرة وهو جزء لا يتجزأ من مبادئ دمينغ.
ظهر مفهوم المايسترو لأول مرة في أبريل 1993 في اتفاقية الجمعية الأمريكية لمحرري الأخبار في بالتيمور في ماريلاند، بعد الظهور الأول أظهرت قائمة تضم 324 صحيفة في الولايات المتحدة و59 مجموعة صحفية وأكثر من خمسين جامعة ومدرسة ثانوية اهتمامًا بالمفهوم من خلال شراء تقرير وفيديو بعنوان "مفهوم المايسترو: نهج جديد للكتابة والتحرير لصحيفة المستقبل"، يغطي تأثير المفهوم 48 ولاية منها العاصمة واشنطن و16 دولة أخرى.
كان جزء من التأثير الدولي هي ورشة عمل عن المايسترو أجريت في مدينة هانوي لصحفيين فيتنامين في الصحف والمواقع الإلكترونيّة في ديسمبر 2006 أجراها باك رايان.
دعت ثلاث منظمات صحفية روسية ريان للتحدث عن المفهوم عبر ندوات تستمر 12 يوم في يونيو 2010: الأولى كانت في مدينة بارناول لمعهد تطوير الصحافة في سيبيريا وكانت الثانية في مدينة كيروف للاتحاد الروسي للصحفيين والأخيرة في مدينة روستوف على نهر الدون لتحالف الناشرين الإقليميين المستقلين في روسيا، كتب مدير معهد تطوير الصحافة في سيبيريا في بارناول أن أفكار ريان "حفزت العديد من المشاريع التي تتوق صحفنا الإقليمية إلى تنفيذها في أقرب وقت ممكن"،  ثم في يوليو زار ريان الصين وعمل كأول أستاذ صحافة مقيم حيث قام بتدريس دورتين صحافيتين لمدة ثلاثة أسابيع في جامعة شنغهاي.
استخدمت المدارس الثانوية باستمرار مفهوم المايسترو لتعريف الطلاب بكيفية عمل مركز الأنباء، تحتوي مبادرة الصحافة في المدارس الثانوية عبر الإنترنت على خطط دراسية مخصصة لتعريف طلاب المدارس الثانوية بالمفهوم، إن إحدى الخطط الدراسية كانت بعنوان "إجراء الأوركسترا: كيفية تنفيذ المايسترو" تحتوي على تفاصيل حول كيفية تعليم الطلاب بناء فرق صغيرة قادرة على التحفيز والإنتاج وتشجيع الجودة طوال العام الدراسي، أفادت المدارس الثانوية أنه منذ تقديم المفهوم وجد الطلاب الذين لم يسبق لهم العمل معا من قبل أنه يمكنهم تنسيق القصص والصور الإخبارية في يوم واحد مع الالتزام بتسليم المهام في موعدها، يرى الطلاب الذين يعملون معًا أن مجموعة قصصهم المتصلة تكون ذات جودة أعلى وغالبا ما يكون للصفحة حضور أكبر.
يُعرض "مفهوم المايسترو" في الفصل الثامن وهو عنوانه في كتاب 2001, "أدوات المحرر، دليل مرجعي للمبتدئين والمحترفين"، شارك رايان في تأليف الكتاب مع مايكل أودونيل.

## المفهوم
مفهوم المايسترو هو تقنية لإدارة الوقت لتخطيط القصة وتنظيم مركز الأنباء من خلال تعاون الفريق لتشكيل القصص في وقت مبكر قبل كتابتها، يحاول المفهوم الرئيسي توقع أسئلة القراء حول القصص الإخبارية ("فكر كقارئ")، ثم الإجابة على هذه الأسئلة في أسرع وقت ممكن من خلال الجوانب المرئية ذات النقاط البارزة مثل الصور والعناوين والتعليقات التوضيحية والرسوم البيانية، إنها تقنية إدارية لتشجيع التعاون عبر أقسام الأخبار وضمان أن جودة العمل في مجموعة القصص ذات الصلة لا تأتي من الطريقة التقليدية لخط الإنتاج ولكن من العمل الجماعي وإدارة الوقت الناجحة من جميع اللاعبين الذين يعملون على القصة.
مفهوم المايسترو لديه خمس نقاط:
1. اجتماعات فريق الأفكار: اجتماع أعضاء الفريق لتبادل الأفكار حول القصة
2. أهمية تدريب الكُتاب: يعمل المحررون كـ "المايسترو" لقيادة الكُتاب من خلال تطوير القصة
3. مواجهة عرقلة تقاليد مركز الأنباء: تجنب نهج "خط الإنتاج" للنشر لصالح الكتابة الشاملة التي تركز على القارئ
4. جلسة المايسترو قيد التنفيذ: تمرين عمل جماعي قصير لصياغة عرض قصة يتكون من ثلاثة أجزاء؛ التفكير مثل القارئ وتصور التصميم والجمع بين عمل جميع أعضاء الفريق
5. درس في النقد: يقوم "المايسترو" بمتابعة القصة لمراجعة العملية وتأثيرها[12]

## نهج الرسوم البيانية الأربعة

الهرم المقلوب تقنية للكتابة الصحفية

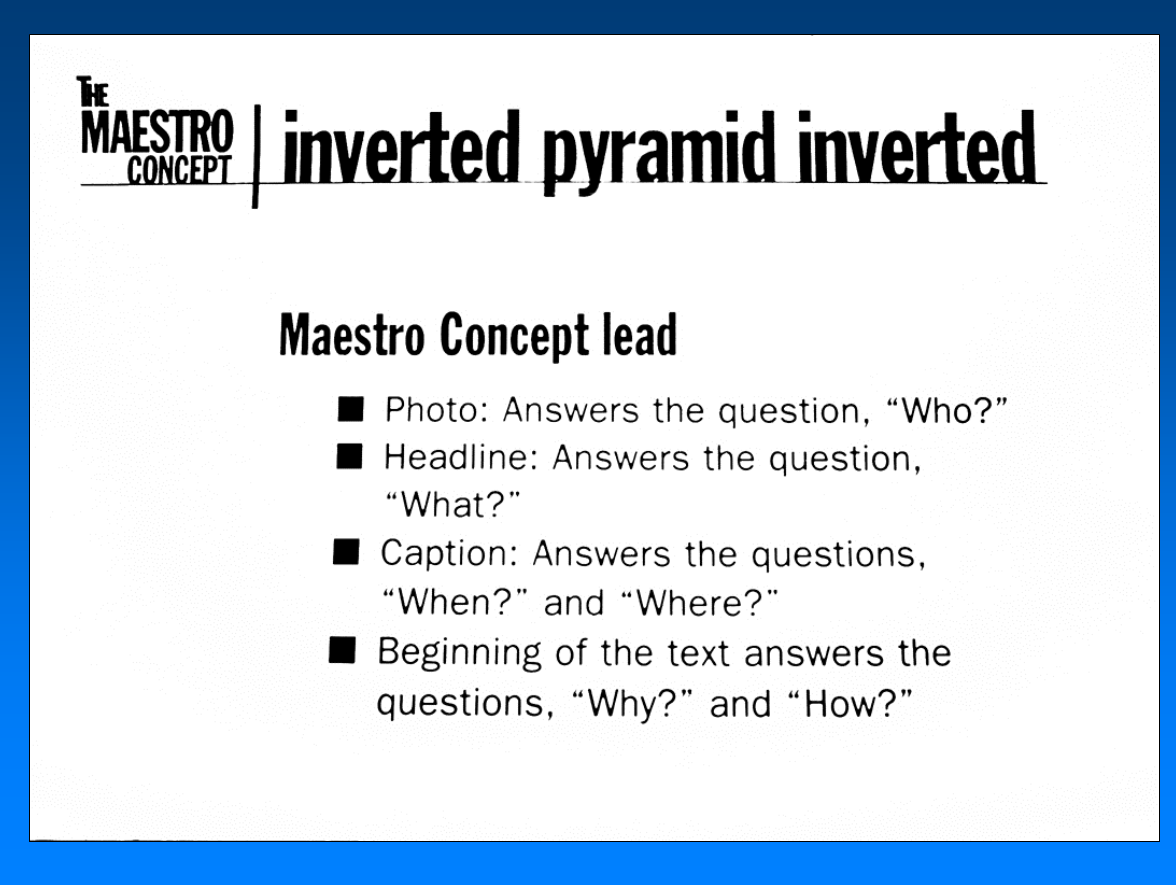
الهرم المقلوب تقنية مقلوبة لكتابة الصحافة

يهدف نهج الرسوم البيانية الأربعة للكتابة والتحرير والتصوير والتصميم إلى إنشاء مقالة مصممة للقارئ بكفاءة، يعتمد التصميم جزئيًا على النتائج التي توصلت إليها دراسة "عيون على الأخبار" التي وجدت أن القراء ينظرون عادة إلى الصور على النحو التالي؛ أولاً العناوين تليها التوضيح وثالثًا النص، إن الهدف من هذا النهج هو إشراك القراء من خلال تقديم المعلومات الواقعية الأولية.
1. من؟ صورة أو رسم توضيحي للقراء.
2. ماذا؟ يعطي العنوان الرئيسي سببًا سريعًا مرئي.
3. متى وأين؟ تعليق لزيادة إشراك القراء.
4. متابعة تقدم القارئ وتسهيل بقية القصة، ملخصة في تقنية الهرم المقلوب (من-ماذا-متى-أين) للكتابة الصحفية.

## روابط خارجية
- فيديو يوضح بالتفصيل عملية مفهوم المايسترو
- نموذج حزم التخطيط لتحسين عرض القصة
- فرق مركز الأنباء: دراسة أساسية
- مفهوم المايسترو، مشروع مواطن كنتاكي
- إعادة اختراع مركز الأنباء